# Kisora Niinuma
Kisora Niinuma (n. 20 octombrie 1999, Prefectura Aichi, Japonia) este o actriță japoneză, membră a trupei Tsubaki Factory. Înainte de a forma Tsubaki Factory, a făcut parte în Hello Pro Kenshuusei din 2013 până în 2015.

## Filmografie
- Thank You Very Berry
- Kizetsu Suruhodo Aishiteru!

## Trupe
- Tsubaki Factory
- Hello Pro Kenshuusei

## Vezi și
- Tsubaki Factory
- Hello Pro Kenshuusei
- Morning Musume
- J-pop